# Platyzosteria scabrosa
Platyzosteria scabrosa är en kackerlacksart som beskrevs av Shaw 1925. Platyzosteria scabrosa ingår i släktet Platyzosteria och familjen storkackerlackor. Inga underarter finns listade i Catalogue of Life.